# 蘋果起司
蘋果起司是立陶宛傳統甜點，將蘋果煮熟後加糖攪拌而成。歷史上也曾用蜂蜜替代糖。
該甜點起源於中世紀，已知最早的食譜由拉齊維烏家族的廚師寫下。1907年，維爾紐斯的《立陶宛廚師》雜誌也刊登了蘋果起司的食譜。